# Nasco (Rebsorte)

Die Provinz Cagliari ist das Hauptanbaugebiet von Nasco

Nasco ist eine sehr alte autochthone Weißweinsorte Italiens und wird auf der italienischen Insel Sardinien kultiviert. Empfohlen ist ihr Anbau in den Provinzen Cagliari, Oristano und Sassari. Hauptanbaugebiet ist das Flachland sowie leichte Hanglagen bei Cagliari. Im Jahr 1999 wurde eine bestockte Rebfläche von 219 Hektar erhoben. Erste Erwähnungen aus dem 13. Jahrhundert legen nahe, dass der heutige Name vom Wort nuscu stammt, das als Hinweis auf das leichte Muskataroma nach der Vollreife gilt.
Die wuchskräftige und spätreifende Sorte ergibt goldgelbe Weißweine mit fast 16 Vol.-% Alkohol und einer leichten Restsüße von 12 bis 20 g/l. Sie wird zum Beispiel für den likörartigen DOC-Wein Nasco di Cagliari verwendet.

## Ampelographische Sortenmerkmale
In der Ampelographie wird der Habitus folgendermaßen beschrieben:
- Die Triebspitze ist offen. Sie ist weißwollig bis fast filzig behaart, weißgrünlich mit leicht rötlichfarbenem Anflug. Die grünen Jungblätter sind nur spinnwebig behaart.
- Die mittelgroßen Blätter sind fünflappig und nur leicht gebuchtet. Die Stielbucht ist U-förmig offen. Das Blatt ist stumpf gezahnt. Die Zähne sind im Vergleich zu anderen Rebsorten mittelweit gesetzt.
- Die kegel- bis walzenförmige Traube ist mittelgroß, meist geschultert und lockerbeerig. Die rundlichen bis leicht elliptischen Beeren sind mittelgroß und von gelber Farbe, die bei Vollreife der Beeren ins leicht bernsteinfarbene wechselt. Die Beeren verfügen über eine dünne Schale und haben im Geschmack nach Erreichung der Vollreife eine leichte Muskatnote.

Die Rebsorte reift ca. 30 Tage nach dem Gutedel und gilt somit im internationalen Vergleich als spät reifend.
Die Sorte ist kaum anfällig gegen den Echten Mehltau und den Falschen Mehltau, neigt kaum zur Verrieselung und kommt gut mit der Trockenheit in den Sommermonaten zurecht. 
Die Erträge sind mittelhoch bis hoch, so dass durch eine gezielte Reberziehung eine Ertragsminderung durchgeführt werden muss, um gute Weinqualitäten zu erzielen.

## Synonyme
Basco Bianco, Nasco Bianco, Nasco di Sardegna, Nascu, Nasko Sardinskii, Nusco, Ogu de Aranna und Resu.